# 政治组织 (阿尔巴尼亚)
政治组织是阿尔巴尼亚的一个已不存在的左翼政治组织。2011年阿尔巴尼亚反对派游行示威发生后，该组织成立。2022年12月18日，该组织改组为一起运动。该组织是进步国际的成员。